# 小劇場B1
小劇場 B1（しょうげきじょう ビーワン）は、東京都世田谷区北沢にある民営の劇場である。名前が示すとおり、北沢タウンホール内の地下1階にある。

## 概要
2014年2月17日に開場した本多劇場グループ8館目の劇場である。こけら落としは、T1projectの『君の心に残るもの』（友澤晃一 脚本・演出）である。
経営は本多劇場グループで、施設面積約30坪、客席数は135席、1フロア、二面舞台（ステージに対し2方向に客席がある形）となっている。

## アクセス
- 下北沢駅南口より徒歩約6分